# Olympische Zwischenspiele 1906/Leichtathletik – 800 m (Männer)
Der 800-Meter-Lauf der Männer bei den Olympischen Zwischenspielen 1906 in Athen wurde am 30. April 1906 im Panathinaiko-Stadion entschieden. Bereits am 25. April gab es vier Vorläufe, aus denen je zwei Läufer das Finale erreichten.

## Rekorde
Der bestehende Weltrekord wurde in einem Rennen über 880 Yards aufgestellt.
| Weltrekord         | 1:53,4 min | Vereinigte Staaten | Charles Kilpatrick | 1895 |
| Olympischer Rekord | 1:56,0 min | Vereinigte Staaten | James Lightbody    | 1904 |

## Ergebnisse

### Vorläufe (25. April 1906)

#### 1. Vorlauf
| Platz | Athlet           | Land           | Zeit (min) |
| ----- | ---------------- | -------------- | ---------- |
| 1     | James Lightbody  | USA            | 2:05,4     |
| 2     | Charles Bacon    | USA            | k. A.      |
|       | Ernst Serrander  | Schweden       | k. A.      |
|       | William Anderson | Großbritannien | k. A.      |

Bacon lag acht Yards hinter dem Sieger des Vorlaufes.

#### 2. Vorlauf
| Platz | Athlet                | Land           | Zeit (min) |
| ----- | --------------------- | -------------- | ---------- |
| 1     | Kristian Hellström    | Schweden       | 2:05,8     |
| 2     | Wyndham Halswelle     | Großbritannien | k. A.      |
| 3     | Howard Valentine      | USA            | k. A.      |
| 4     | Georgios Anastasiadis | Griechenland   | k. A.      |
|       | Loukas Venizelos      | Griechenland   | k. A.      |
|       | Michel Soalhat        | Frankreich     | k. A.      |
|       | James Sullivan        | USA            | k. A.      |

Halswelles Rückstand betrug zwei Yards.

#### 3. Vorlauf
| Platz | Athlet                | Land           | Zeit (min) |
| ----- | --------------------- | -------------- | ---------- |
| 1     | Reginald Percy Crabbe | Großbritannien | 2:07,6     |
| 2     | Eli Parsons           | USA            | k. A.      |
| 3     | John Horne            | Großbritannien | k. A.      |
|       | Pantelis Ektoros      | Griechenland   | k. A.      |
|       | Hjalmar Mellander     | Schweden       | k. A.      |
|       | Vincenz Duncker       | Deutschland    | DNF        |

#### 4. Vorlauf
| Platz | Athlet               | Land           | Zeit (min) |
| ----- | -------------------- | -------------- | ---------- |
| 1     | Paul Pilgrim         | USA            | 2:06,6     |
| 2     | Johannes Runge       | Deutschland    | k. A.      |
| 3     | Dad Wheatley         | Australien     | k. A.      |
|       | Christos Tsatsanifos | Griechenland   | k. A.      |
|       | John McGough         | Großbritannien | k. A.      |
|       | Vahram Papazyan      | USA            | k. A.      |

Runge hatte im Ziel einen Rückstand von vier Yards auf Pilgrim. Bei Papazyan handelte es sich um einen erst 13-jährigen Türken. Da die Türkei keine eigene Mannschaft stellte, schloss er sich dem Team der USA an.

### Endlauf (30. April 1906)
| Platz | Athlet                | Land           | Zeit (min) |
| ----- | --------------------- | -------------- | ---------- |
| 1     | Paul Pilgrim          | USA            | 2:01,5     |
| 2     | James Lightbody       | USA            | k. A.      |
| 3     | Wyndham Halswelle     | Großbritannien | k. A.      |
| 4     | Reginald Percy Crabbe | Großbritannien | k. A.      |
| 5     | Kristian Hellström    | Schweden       | k. A.      |
| 6     | Charles Bacon         | USA            | k. A.      |
| 7     | Eli Parsons           | USA            | k. A.      |
| 8     | Johannes Runge        | Deutschland    | DNF        |

In einem langsamen Rennen blieb das Feld lange geschlossen. 60 Yards vor dem Ziel startete Pilgrim den Schlussspurt und gewann dank seiner größeren Endschnelligkeit. Nur Titelverteidiger Lightbody konnte mithalten und wurde am Ende um zwei Fuß geschlagen. Der Drittplatzierte hatte bereits zehn Yards Rückstand auf Lightbody.